# Parti populaire de libération nationale
Le Parti populaire de libération nationale (PPLN) est un parti politique marxisme-léniniste créé en 1954 à Haïti. Sous la dictature de François Duvalier, les militants du PPLN furent traqués, emprisonnés et assassinés dans les prisons haïtiennes. Le PPLN finalement changera d'appellation en 1965 pour se renommer Parti unité démocratique haïtien (PUDA).

## Historique

### PPLN
Le Parti populaire de libération nationale fut créé, en 1954,  par Jean-Jacques Dessalines Ambroise et un certain nombre de militants de l'ancien Parti socialiste populaire.
Sur le plan international, le triomphe de la Révolution cubaine fournira à la dictature duvaliériste une raison pour éliminer toute opposition de Gauche, avec l’appui du gouvernement américain. 
Très tôt, les affrontements du monde universitaire avec le régime des Duvalier commencent. En 1960, sous prétexte d’activités communistes, dix-huit jeunes sont arrêtés, parmi eux, des écoliers et des étudiants. L’UNEH (l’Union Nationale des Étudiants Haïtiens) exige la libération de tous les jeunes et dans cette démarche, rencontre les ministres de l’Intérieur et de l’Éducation Nationale de l’époque. Rien n’y fait. Alors, les étudiants décident d'entrer en grève. Toutes les facultés appuient le mot d’ordre ainsi que les lycées. L’UNEH allait gagner la clandestinité où elle poursuivra son combat au milieu d’énormes difficultés. Beaucoup de ses membres deviendront plus tard des militants des partis révolutionnaires fondés aussi dans la clandestinité sous le régime des Duvalier ou peu avant. Notamment le PPLN (Parti populaire de libération nationale) et le PEP (Parti d’Entente Populaire).
Le président du PPLN Marcel Gilbert, fut également emprisonné en 1960 après avoir appuyé une grève des étudiants haïtiens. 
En avril 1965, la situation en République dominicaine devient explosive. Caamano Deno prit les armes. Les forces américaines, en accord avec François Duvalier,  foulèrent le sol d'Haïti pour aider Rafael Leónidas Trujillo Molina à éliminer les rebelles en les prenant à revers. Le PEP et le PPLN mobilisèrent leurs bases militantes pour empêcher, ou du moins s'opposer sérieusement le passage des troupes américaines sur le territoire haïtien. Le régime de Duvalier accentua la répression contre ces deux mouvements politiques. Les chefs du PPLN (Jean-Jacques Dessalines Ambroise) et du PEP (Jacques Stephen Alexis) furent traqués, arrêtés et assassinés par les hommes de mains du régime, les Tontons macoutes.

### PUDA
En août 1965, après le démantèlement du PPLN, les militants et adhérents rescapés de la répression créèrent le Parti uni des démocrates haïtiens (PUDA), sous la direction de Thomas Charles. Le PUDA avait deux publications : Liberasyon et Demokrasi.
En 1968, le dirigeant du PUDA, Thomas Charles, est arrêté par la milice des Tontons macoutes du régime de François Duvalier. En décembre de la même année, rapprochement entre les deux organisations marxistes le PUDA et le Parti d'entente populaire (PEP).
Début 1969, le PUDA fusionne avec le PEP pour donner naissance au Parti unifié des communistes haïtiens (PUCH).